# 天皇杯・皇后杯全日本バスケットボール選手権大会
天皇杯・皇后杯全日本バスケットボール選手権大会（てんのうはい・こうごうはいぜんにほんバスケットボールせんしゅけんたいかい　通称「オールジャパン」）は、毎年開かれるバスケットボールの実力日本一を決める大会である。男子は天皇杯、女子は皇后杯として開催される。

## 概略

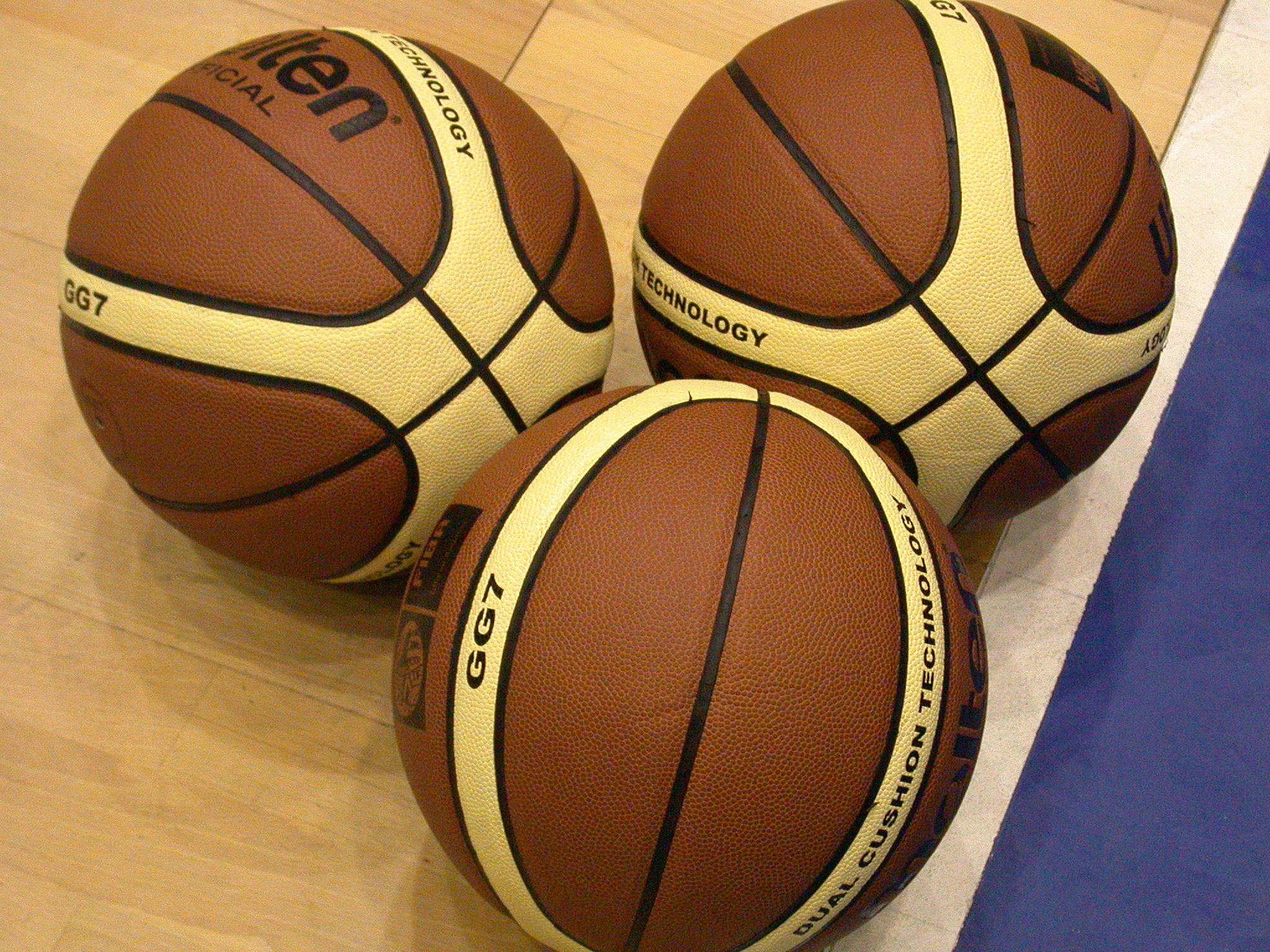
FIBA公認球・日本協会検定球（モルテン製）

大会は日本バスケットボール協会の主催によりノックアウトのトーナメントで覇権を争う。
2016年度までの会場はおおむね、3回戦までは駒沢オリンピック公園総合運動場体育館（2012年までは東京体育館）、大田区総合体育館（2014年より）、国立代々木競技場第1・第2体育館、準々決勝は代々木第1・第2、準決勝以降は代々木第1（2006年までと2008年は代々木第2）のセンターコートを使用する。ただし、以下のような変更事例がある。
- 1970年代には決勝会場が日本武道館で使用されていたこともあった。
- 2004年は日程の都合上女子1・2回戦で駒沢を使用。
- 2011年は1回戦から代々木第1を使用し、3回戦は代々木第1・第2に分かれてそれぞれセンターコートで行った。
- 2012年は2回戦までをすべて東京体育館で行った。
- 2013年は東京体育館が改修工事に入ることから、代替として駒沢を利用した。

大会用のボールは日本協会検定球（モルテン製）を使用する。

## 歴史について
1921年に大日本体育協会（現・日本スポーツ協会）主催の下、「全日本籠球選手権大会」として第1回大会開催。1930年に日本バスケットボール協会（当時は大日本バスケットボール協会）が発足すると、翌1931年大会より同協会主催に移されるとともに、女子大会も開始された。日本バスケットボール協会によると、「第1回大会より天皇杯・皇后杯が下賜された」とされるが、「他競技の下賜時期と比較して早すぎる」とする疑問の声もあがっている。
戦後初の1947年から「総合」が付く。
2010年6月、翌年の大会より日本協会主催大会としては初となる報奨金を導入する方針を固めた。参加チームはJBLの一部を除きアマチュアであるため「賞金」ではなく「チーム強化奨励金」と表現する。
男子の社会人1部リーグは2005年にbjリーグが創設され、JBL（日本バスケットリーグ）（旧バスケット日本リーグ→JBLスーパーリーグを含む）との2リーグ分裂の状態となり、本大会ではJBL側の出場枠は設定されるも、bj側の出場枠が設けられず、bjのクラブの出場は長らくできない状態となってしまっていた。その後2012年の大会より新たにbjの出場枠を2チーム用意はしたが、bjリーグ側は外国人選手の同時出場枠などリーグ戦とのルールの違いや日程の問題を理由に辞退を申し出た。協会側が再考を促した結果、日程の空いている千葉ジェッツがbjリーグチームとして初めて出場した。2013年はbjリーグからの出場はなく、2014年からはJBLから改編されたNBL全チームとNBDL一部チームに出場権が与えられ、bjリーグ枠は消滅した。
2016年に男子1部リーグが10年ぶりに一本化され、Bリーグが発足した。この2017年初の大会では、男子の社会人トップリーグの出場枠はBリーグの1部「B1リーグ」参加18クラブのうち、2016-17シーズンの第10節終了時点での各ディビジョン上位4クラブずつの12クラブのみの出場となり、それ以外のB1・B2と、セミプロのB3リーグ参加のクラブは当年度の出場ができなかった。
2017夏-2018年初の開催（第93回天皇杯・第84回皇后杯）より、大会名から総合が抜けて全日本バスケットボール選手権大会となり、さらには大会のフォーマットも大きく変更される。またファイナルラウンド（準々決勝・準決勝・決勝）の会場がさいたまスーパーアリーナとなる。

## 参加チーム
（2017年）
出場するチームは、それぞれの大会の成績上位クラブを中心として（Wリーグ（→バスケットボール女子日本リーグ）は全チーム）、各所轄競技団体から推薦されたチームが出場する
- トップリーグ（男子B1リーグ/女子Wリーグ）：12チーム
- 全日本大学バスケットボール選手権大会：8チーム
- 全日本社会人バスケットボール選手権大会（2008年より）：2チーム
- 全国高等学校総合体育大会バスケットボール競技大会（2008年より）：1チーム
- 各地方ブロック予選：9チーム

### 地方ブロック予選
- 北海道：全道バスケットボール総合選手権大会
- 東北：東北男女総合バスケットボール選手権大会
- 関東：関東総合バスケットボール選手権大会
- 北信越：北信越総合バスケットボール選手権大会
- 東海：東海総合バスケットボール選手権大会
- 近畿：近畿総合バスケットボール選手権大会
- 中国：中国総合バスケットボール選手権大会
- 四国：四国総合バスケットボール選手権大会
- 九州：全九州バスケットボール選手権大会

## 大会方式

### 参加チーム
都道府県代表を決める大会についても、全日本バスケットボール選手権大会の1次ラウンドとして組み込まれる。高校以上のカテゴリーのチームが出場対象となる。

### ルール
- FIBAルールに準ずる。
- 審判員は3回戦まで2人制、準々決勝以降は3人制となる。
- 選手エントリーは18名まで。大会期間中のエントリー変更は禁止。
- 外国籍選手については2003年から2007年まで旧JBLのみ原則として出場不可であったが、2008年よりオン・コート・ワンとなる。ただし、2017年の男子のうち、B1リーグ勢同士で対戦するときはB1リーグのルールを準用する。
- 3位決定戦は行わず、準決勝敗退の2チームを3位とする（1975年までは決勝リーグ、1976年から1988年までは3位決定戦を行っていた）。

## 大会日程
2025年度からレギュレーションが変更され、1月のファイナルラウンドで優勝チームが決定する。

## 表彰
（2015年）
優勝
- 天皇杯（男子）・皇后杯（女子）
- JOC杯
- 日本バスケットボール協会杯
- 金メダル
- プレート
- ウイニングボール
- チーム強化奨励金500万円

準優勝
- 銀メダル
- プレート
- チーム強化奨励金200万円

3位
- 銅メダル
- プレート
- チーム強化奨励金100万円

大会ベスト5
- トロフィー
- 副賞

その他参加チーム
- チーム強化奨励金25万円

## 歴代大会結果

### 男子
| 年   | 回       | 優勝チーム          | 決勝             | 準優勝チーム     | 3位              | 3位              |
| ---- | -------- | ------------------- | ---------------- | ---------------- | ---------------- | ---------------- |
| 1922 | 1        | 東京YMCA（1）       | 43 - 10          | 横浜YMCA         | 東京YMCA英語学校 | 大阪YMCA         |
| 1923 | 2        | 東京YMCA-A（2）     | 27 - 19          | 東京外人         | 横浜YMCA         | 東京YMCA（B）    |
| 1924 | 3        | 東京YMCA（3）       | 46 - 17          | 大阪YMCA         | 立教大学         | 神戸外人団       |
| 1925 | 4        | 立教大学（1）       | 44 - 21          | 東京商科大学     | 大阪YMCA         |                  |
| 1926 | 5        | 東京YMCA（4）       | 33 - 16          | 大阪YMCA         | 名古屋YMCA       |                  |
| 1927 | 6        | 早大RDR（1）        | 31 - 28          | 立教大学         | 大阪GB           | 東京商科大学     |
| 1928 | 7        | 東京商科大学（1）   | 58 - 19          | 関西学院高等部   | 京都YMCA         | ファルコン       |
| 年   | 回       | 優勝チーム          | 決勝             | 準優勝チーム     | 3位              | 4位              |
| 1929 | 8        | 早稲田大学（2）     | 31 - 27          | 東京商科大学     | 長岡青年         | 広島高等師範     |
| 年   | 回       | 優勝チーム          | 決勝             | 準優勝チーム     | 3位              | 3位              |
| 1930 | 9        | 東京商科大学（2）   | 32 - 23          | 早稲田大学       | 石川師範         | 浦和中学校       |
| 1931 | 10       | 成蹊高校（1）       | 37 - 29          | 早稲田大学       | 浦和中学校       | 京都帝国大学     |
| 1932 | 11       | 早稲田大学（3）     | 39 - 38          | 立教大学         | 神戸外人         | 商大倶楽部       |
| 1933 | 12       | 東京帝国大学（1）   | 56 - 28          | 早稲田大学       | 新潟倶楽部       | 全普成専門       |
| 1934 | 13       | 早稲田大学（4）     | 28 - 20          | 成蹊高校         | 東京帝国大学     | 京都帝国大学     |
| 1935 | 14       | 東京帝国大学（2）   | 54 - 36          | 全成城           | 学士倶楽部       | 全延禧専門倶楽部 |
| 1936 | 15       | 全延禧専門（1）     | 42 - 22          | 京都帝国大学     | 立教大学         | 東京帝国大学     |
| 1937 | 16       | 早稲田大学（5）     | 43 - 29          | 京都帝国大学     | 全普成専門       | 明治大学         |
| 1938 | 17       | 普成専門学校（1）   | 43 - 41          | 全延禧専門       | 京都帝国大学     | 東京帝国大学     |
| 1939 | 18       | 普成専門学校（2）   | 64 - 50          | 京都帝国大学     | 立教大学         | 駿台倶楽部       |
| 1940 | 19       | 全普成専門（3）     | 58 - 37          | 東京文理科大学   | 早稲田大学       | 京都帝国大学     |
| 1941 | 20       | 立教大学（2）       | 51 - 29          | 全延禧専門       | 東京文理科大学   | 京都帝国大学     |
| 1942 | （中止） | （中止）            | （中止）         | （中止）         | （中止）         | （中止）         |
| 年   | 回       | 優勝チーム          | 決勝             | 準優勝チーム     | 3位              | 4位              |
| 1943 | 21       | 立教大学（3）       | 34 - 32          | 新興製薬         | 京都帝国大学     | 学士倶楽部       |
| 1944 | （中止） | （中止）            | （中止）         | （中止）         | （中止）         | （中止）         |
| 1945 | （中止） | （中止）            | （中止）         | （中止）         | （中止）         | （中止）         |
| 1946 | （中止） | （中止）            | （中止）         | （中止）         | （中止）         | （中止）         |
| 年   | 回       | 優勝チーム          | 決勝             | 準優勝チーム     | 3位              | 3位              |
| 1947 | 22       | 新潟クラブ（1）     | 41 - 37          | 東京帝国大学     | 鐵興社           | 学士クラブ       |
| 1948 | 23       | 神戸学士クラブ（1） | 47 - 38          | 東京学士クラブ   | 新潟クラブ       | 東京文理科大学   |
| 1949 | 24       | 神戸学士クラブ（2） | 39 - 25          | 日本鉱業         | 一球会           | 神奈川Jクラブ    |
| 1950 | 25       | 日本鋼管（1）       | 43 - 36 (延長)   | 全文理大学       | シューティング   | 神戸学士クラブ   |
| 1951 | 26       | 日本鋼管（2）       | 60 - 42          | 慶應義塾大学     | 立教大学         | 早稲田大学       |
| 1952 | 27       | 慶應義塾大学（1）   | 55 - 54          | 立教大学         | 早稲田大学       | 全北越商クラブ   |
| 1953 | 28       | 立教大学（4）       | 41 - 40          | 早稲田大学       | 慶應義塾大学     | 東京教育大学     |
| 1954 | 29       | 立教大学（5）       | 64 - 57          | 東京教育大学     | 三井生命         | 日本鋼管         |
| 1955 | 30       | 東京教育大学（1）   | 69 - 52          | 立教大学         | 明治大学         | 三井生命         |
| 1956 | 31       | 立教大学（6）       | 54 - 47          | 日本鋼管         | 熊谷組           | 明治大学         |
| 年   | 回       | 優勝チーム          | 決勝             | 準優勝チーム     | 3位              | 4位              |
| 1957 | 32       | 日本鋼管（3）       | 39 - 30          | 三井生命         | 東京教育大学     | 日本大学         |
| 1958 | 33       | 日本鋼管（4）       | 68 - 53 (リーグ) | 東京教育大学     | 日本鉱業         | 八幡製鐵         |
| 1959 | 34       | 日本鋼管（5）       | 84 - 72 (リーグ) | 立教大学         | 東京教育大学     | 慶應義塾大学     |
| 1960 | 35       | 日本鋼管（6）       | 88 - 64 (リーグ) | 三井生命         | 東京教育大学     | 松下電器         |
| 1961 | 36       | 日本鋼管（7）       | 92 - 81 (リーグ) | 明治大学         | 日本鉱業         | 八幡製鐵         |
| 1962 | 37       | 日本鋼管（8）       | 79 - 68 (リーグ) | 日本鉱業         | 松下電器         | 慶應義塾大学     |
| 1963 | 38       | 立教大学（7）       | 82 - 71 (リーグ) | 日本鉱業         | 慶應義塾大学     | 日本鋼管OB       |
| 1964 | 39       | 日本鉱業（1）       | 79 - 87 (リーグ) | 明治大学         | 日本大学         | 八幡製鐵         |
| 1965 | 40       | 日本鋼管（9）       | 62 - 60 (リーグ) | 明治大学         | 日本鉱業         | 立教大学         |
| 1966 | 41       | 日本鉱業（2）       | 81 - 74 (リーグ) | 日本大学         | 日本体育大学     | 松下電器         |
| 1967 | 42       | 日本鉱業（3）       | 73 - 56 (リーグ) | 日本鋼管         | 日本大学         | 早稲田大学       |
| 1968 | 43       | 日本鉱業（4）       | 76 - 61 (リーグ) | 住友金属         | 日本鋼管         | 八幡製鐵         |
| 1969 | 44       | 日本鉱業（5）       | 65 - 63 (リーグ) | 日本鋼管         | 住友金属         | 中央大学         |
| 1970 | 45       | 日本鋼管（10）      | 71 - 62 (リーグ) | 日本鉱業         | 住友金属         | 日本体育大学     |
| 1971 | 46       | 日本鋼管（11）      | 71 - 59 (リーグ) | 住友金属         | 松下電器         | 日本鉱業         |
| 1972 | 47       | 日本鉱業（6）       | 71 - 67 (リーグ) | 日本鋼管         | 住友金属         | 松下電器         |
| 1973 | 48       | 日本鋼管（12）      | 78 - 77 (リーグ) | 住友金属         | 中央大学         | 明治大学         |
| 1974 | 49       | 住友金属（1）       | 71 - 65 (リーグ) | 日本鋼管         | 松下電器         | 日本鉱業         |
| 1975 | 50       | 明治大学（1）       | 70 - 56 (リーグ) | 住友金属         | 日本鉱業         | 松下電器         |
| 1976 | 51       | 松下電器（1）       | 72 - 62          | 住友金属         | 日本鋼管         | 明治大学         |
| 1977 | 52       | 日本鋼管（13）      | 77 - 70          | 日本鉱業         | 新日本製鐵       | 住友金属         |
| 1978 | 53       | 住友金属（2）       | 71 - 64          | 松下電器         | 日本鉱業         | 日本鋼管         |
| 1979 | 54       | 松下電器（2）       | 75 - 65          | 住友金属         | 日本鋼管         | 大阪商業大学     |
| 1980 | 55       | 住友金属（3）       | 71 - 52          | 日本鋼管         | 松下電器         | 日本鉱業         |
| 1981 | 56       | 日本鋼管（14）      | 63 - 54          | 松下電器         | 住友金属         | 日本鉱業         |
| 1982 | 57       | 松下電器（3）       | 68 - 53          | 日本鋼管         | 住友金属         | 東芝             |
| 1983 | 58       | 松下電器（4）       | 66 - 65          | 東芝             | 日本鉱業         | 住友金属         |
| 1984 | 59       | 秋田いすゞ（1）     | 65 - 48          | 日本鉱業         | 松下電器         | 住友金属         |
| 1985 | 60       | 住友金属（4）       | 59 - 51          | 松下電器         | 熊谷組           | 三菱電機         |
| 1986 | 61       | 松下電器（5）       | 65 - 53          | 秋田いすゞ       | 三菱電機         | 日本体育大学     |
| 1987 | 62       | 松下電器（6）       | 89 - 66          | 三菱電機         | 住友金属         | 秋田いすゞ       |
| 1988 | 63       | 松下電器（7）       | 70 - 68          | 三菱電機         | 住友金属         | 日本鉱業         |
| 年   | 回       | 優勝チーム          | 決勝             | 準優勝チーム     | 3位              | 3位              |
| 1989 | 64       | 日本鉱業（7）       | 66 - 55          | 住友金属         | 松下電器         | 三井生命         |
| 1990 | 65       | 三菱電機（1）       | 75 - 60          | 日本鉱業         | いすゞ自動車     | 松下電器         |
| 1991 | 66       | 三菱電機（2）       | 69 - 60          | 住友金属         | 日本鉱業         | NKK              |
| 1992 | 67       | 熊谷組（1）         | 75 - 68          | アンフィニ東京   | 松下電器         | 三菱電機         |
| 1993 | 68       | 日鉱共石（1）       | 61 - 60          | 住友金属         | NKK              | 熊谷組           |
| 1994 | 69       | いすゞ自動車（2）   | 66 - 59          | 三井生命         | 熊谷組           | 三菱電機         |
| 1995 | 70       | 松下電器（8）       | 82 - 54          | 住友金属         | NKK              | 三井生命         |
| 1996 | 71       | いすゞ自動車（3）   | 63 - 59          | トヨタ自動車     | ジャパンエナジー | 三菱電機         |
| 1997 | 72       | 松下電器（9）       | 75 - 72          | 三菱電機         | 大和証券         | 三井生命         |
| 1998 | 73       | いすゞ自動車（4）   | 97 - 90          | ジャパンエナジー | 三菱電機         | NKK              |
| 1999 | 74       | いすゞ自動車（5）   | 85 - 70          | NKK              | 東芝             | 松下電器         |
| 2000 | 75       | 東芝（1）           | 71 - 61          | 三菱電機         | アイシン精機     | 松下電器         |
| 2001 | 76       | いすゞ自動車（6）   | 79 - 61          | 東芝             | トヨタ自動車     | アイシン精機     |
| 2002 | 77       | アイシン精機（1）   | 60 - 54          | ボッシュ         | 東芝             | いすゞ自動車     |
| 2003 | 78       | アイシン（2）       | 90 - 73          | 松下電器         | 三菱電機         | オーエスジー     |
| 2004 | 79       | アイシン（3）       | 73 - 57          | トヨタ自動車     | 東芝             | 松下電器         |
| 2005 | 80       | アイシン（4）       | 66 - 51          | トヨタ自動車     | 三菱電機         | 松下電器         |
| 2006 | 81       | 東芝（2）           | 78 - 55          | 三菱電機         | アイシン         | トヨタ自動車     |
| 2007 | 82       | トヨタ自動車（1）   | 79 - 45          | アイシン         | オーエスジー     | 東海大学         |
| 2008 | 83       | アイシン（5）       | 85 - 82          | トヨタ自動車     | 日立             | 東芝             |
| 2009 | 84       | アイシン（6）       | 65 - 48          | 日立             | パナソニック     | トヨタ自動車     |
| 2010 | 85       | アイシン（7）       | 84 - 73          | 日立             | レラカムイ北海道 | パナソニック     |
| 2011 | 86       | アイシン（8）       | 81 - 74 （延長） | パナソニック     | トヨタ自動車     | 日立             |
| 2012 | 87       | トヨタ自動車（2）   | 69 - 65          | アイシン         | 日立             | パナソニック     |
| 2013 | 88       | パナソニック（10）  | 64 - 61          | アイシン         | トヨタ自動車     | 三菱電機         |
| 2014 | 89       | 東芝神奈川（3）     | 92 - 89          | トヨタ東京       | アイシン三河     | 和歌山           |
| 2015 | 90       | 日立東京（1）       | 81 - 66          | 広島             | 東芝神奈川       | トヨタ東京       |
| 2016 | 91       | アイシン三河（9）   | 89 - 73          | リンク栃木       | トヨタ東京       | 東芝神奈川       |
| 2017 | 92       | 千葉（1）           | 88 - 66          | 川崎             | 三河             | A東京            |
| 2018 | 93       | 千葉（2）           | 89 - 75          | 三河             | 京都             | 川崎             |
| 2019 | 94       | 千葉（3）           | 71 - 69 （延長） | 栃木             | A東京            | 京都             |
| 2020 | 95       | 渋谷（2）           | 78 - 73          | 川崎             | 滋賀             | 宇都宮           |
| 2021 | 96       | 川崎（4）           | 76 - 60          | 宇都宮           | A東京            | 三河             |
| 2022 | 97       | 川崎（5）           | 82 – 72          | 千葉             | 琉球             | 宇都宮           |
| 2023 | 98       | 千葉（4）           | 87 – 76          | 琉球             | 宇都宮           | 横浜             |
| 2024 | 99       | 千葉（5）           | 117 – 69         | 琉球             | 宇都宮           | 川崎             |
| 2025 | 100      | 琉球（1）           | 60 – 49          | A東京            | 三遠             | 広島             |

### 女子
| 年           | 回       | 優勝チーム              | 決勝                    | 準優勝チーム                 | 3位              | 3位              |
| ------------ | -------- | ----------------------- | ----------------------- | ---------------------------- | ---------------- | ---------------- |
| 1931         | 1        | 愛知淑徳高女（1）       | 23 - 6                  | アルモンド                   | 竜ヶ崎高女       | 木更津高女       |
| 1932         | 2        | 愛知淑徳高女（2）       | 28 - 20                 | 竹早クラブ                   | 木更津高女       | 本館女職         |
| 1933         | 3        | 木更津高女（1）         | 35 - 33                 | 静岡精華高女                 | 名古屋市一女     | 三条高女         |
| 1934         | 4        | 山形嚶鳴倶楽部（1）     | 27 - 22                 | 新潟高女                     | 木更津高女       | 京都府第二高女   |
| 1935         | 5        | 木更津高女倶楽部（2）   | 32 - 28                 | 京都府第二高女               | 山形嚶鳴倶       | 新津高女倶楽部   |
| 年           | 回       | 優勝チーム              | 決勝                    | 準優勝チーム                 | 3位              | 4位              |
| 1936         | 6        | 新津高女倶楽部（1）     | 26 - 23                 | 木更津高女倶楽部             | 静岡精華         | 愛知淑徳高女     |
| 年           | 回       | 優勝チーム              | 決勝                    | 準優勝チーム                 | 3位              | 3位              |
| 1937         | 7        | 京都府第二高女（1）     | 21 - 19                 | 山陽高女                     | 新潟高女         | 金沢第一高女     |
| 1938         | 8        | 簡易保険局（1）         | 27 - 22                 | 新潟高女                     | 静岡精華         | 愛知県第二高女   |
| 1939         | 9        | 京都府第一高女（1）     | 19 - 16                 | 山陽高女                     | 山形嚶鳴倶       | 新潟高女         |
| 1940         | 10       | 新潟高女（1）           | 32 - 30                 | 東京女子高師附女             | 愛知県第二高女   | 京都府第一高女   |
| 1941         | 11       | 東京女子高師附女（1）   | 35 - 29                 | 新潟高女                     | 滝野川高女       | 福島高女         |
| 1942         | （中止） | （中止）                | （中止）                | （中止）                     | （中止）         | （中止）         |
| 年           | 回       | 優勝チーム              | 決勝                    | 準優勝チーム                 | 3位              | 4位              |
| 1943         | 12       | 東京女子高師附女（2）   | 40 - 37                 | 瀧野川高女                   | 静岡精華         | 簡易保険局       |
| 1944         | （中止） | （中止）                | （中止）                | （中止）                     | （中止）         | （中止）         |
| 1945         | （中止） | （中止）                | （中止）                | （中止）                     | （中止）         | （中止）         |
| 1946         | （中止） | （中止）                | （中止）                | （中止）                     | （中止）         | （中止）         |
| 年           | 回       | 優勝チーム              | 決勝                    | 準優勝チーム                 | 3位              | 3位              |
| 1947         | 13       | 福島橘倶楽部（1）       | 38 - 15                 | 静岡精華高女                 | 滝野川高女クラブ | 木更津高女倶     |
| 1948         | 14       | 木更津倶楽部（3）       | 28 - 18                 | 鐵興社                       | 京都クラブ       | 福島橘倶楽部     |
| 1949         | 15       | 福島橘倶楽部（2）       | 29 - 18                 | 木更津倶楽部                 | 翠会             | 岡谷東高         |
| 1950         | 16       | 浦和第一女子高校（1）   | 28 - 26                 | 函館女高クラブ               | 東京女高師付女   | 福島橘倶楽部     |
| 1951         | 17       | 染谷が丘女高クラブ（1） | 47 - 38                 | 栃木女子高校                 | 西大寺クラブ     | 函館女高クラブ   |
| 1952         | 18       | 染谷が丘女高クラブ（2） | 57 - 41                 | お茶の水女子大学附属高等学校 | 栃木女子高       | 大日本紡績大阪   |
| 1953         | 19       | 染谷が丘女高クラブ（3） | 47 - 41                 | 日本興業銀行                 | 大日本紡績大阪   | 全三井生命       |
| 年           | 回       | 優勝チーム              | 決勝                    | 準優勝チーム                 | 3位              | 4位              |
| 1954         | 20       | 日本興業銀行（1）       | 61 - 43                 | 就実高校                     | 横浜平沼高校     | 染谷が丘女高ク   |
| 1955         | 21       | 東京芝浦電気（1）       | 47 - 38                 | 三井生命                     | 北芝クラブ       | 染谷が丘女高ク   |
| 1956         | 22       | 三井生命（1）           | 37 - 32 (延長)          | 北芝電機                     | 三井生命         | 東京芝浦電気     |
| 1957         | 23       | 日本興業銀行（2）       | 40 - 28                 | 北芝電機                     | 三井生命         | 東京芝浦電気     |
| 1958         | 24       | 大日本紡績平野（1）     | 46 - 45 (リーグ) (延長) | 三井生命                     | 日本興業銀行     | 東京芝浦電気     |
| 1959         | 25       | 東京芝浦電気（2）       | 54 - 59 (リーグ)        | 大日本紡績平野               | 日本興業銀行     | 三井生命         |
| 1960         | 26       | 大日本紡績平野（2）     | 60 - 54 (リーグ)        | 日本興業銀行                 | 三井生命         | 日本レイヨン宇治 |
| 1961         | 27       | 日本興業銀行（3）       | 57 - 49 (リーグ)        | 大日本紡績平野               | 三井生命         | 三菱電機名古屋   |
| 1962         | 28       | 大日本紡績平野（3）     | 79 - 60 (リーグ)        | 東京芝浦電気                 | 日本興業銀行     | 東洋レイヨン瀬田 |
| 1963         | 29       | 大日本紡績平野（4）     | 64 - 57 (リーグ)        | 三菱電機名古屋               | 日本通運         | 日本興業銀行     |
| 1964         | 30       | 三菱電機名古屋（1）     | 69 - 56 (リーグ)        | 大日本紡績平野               | 日本レイヨン     | 日本通運         |
| 1965         | 31       | ニチボー平野（4）       | 64 - 35 (リーグ)        | 三菱電機名古屋               | 日本レイヨン     | 東洋レイヨン瀬田 |
| 1966         | 32       | ニチボー平野（5）       | 72 - 52 (リーグ)        | 三菱電機名古屋               | 日本興業銀行     | 安城学園短大     |
| 1967         | 33       | ニチボー平野（6）       | 53 - 37 (リーグ)        | 日本勧業銀行                 | 日本体育大学     | 日本レイヨン     |
| 1968         | 34       | ニチボー平野（7）       | 56 - 54 (リーグ)        | 日本レイヨン                 | 日本興業銀行     | 日本勧業銀行     |
| 1969         | 35       | ニチボー平野（8）       | 68 - 50 (リーグ)        | 日本勧業銀行                 | 日本体育大学     | 日本レイヨン     |
| 1970         | 36       | ユニチカ山崎（1）       | 81 - 60 (リーグ)        | ユニチカ宇治                 | 日本勧業銀行     | 三菱電機名古屋   |
| 1971         | 37       | ユニチカ山崎（2）       | 89 - 58                 | 日本勧業銀行                 | 三菱電機名古屋   | ユニチカ宇治     |
| 1972         | 38       | ユニチカ山崎（3）       | 67 - 64                 | 第一勧業銀行                 | ユニチカ宇治     | 日本女子体育大学 |
| 1973         | 39       | 第一勧業銀行（1）       | 67 - 46 (リーグ)        | ユニチカ山崎                 | 日立戸塚         | ユニチカ宇治     |
| 1974         | 40       | 第一勧業銀行（2）       | 61 - 45 (リーグ)        | ユニチカ山崎                 | 日本体育大学     | ユニチカ宇治     |
| 1975         | 41       | ユニチカ山崎（4）       | 62 - 52 (リーグ)        | 第一勧業銀行                 | 日立戸塚         | 三菱電機名古屋   |
| 1976         | 42       | 日立戸塚（1）           | 59 - 52                 | ユニチカ山崎                 | 第一勧業銀行     | 日本体育大学     |
| 1977         | 43       | 日立戸塚（2）           | 63 - 50                 | ユニチカ山崎                 | 日立甲府         | 共同石油         |
| 1978         | 44       | ユニチカ（5）           | 70 - 57                 | 三菱電機名古屋               | シャンソン化粧品 | 共同石油         |
| 1979         | 45       | 共同石油（1）           | 46 - 41                 | ユニチカ                     | 第一勧業銀行     | シャンソン化粧品 |
| 1980         | 46       | ユニチカ（6）           | 49 - 46                 | 共同石油                     | 第一勧業銀行     | シャンソン化粧品 |
| 1981         | 47       | 第一勧業銀行（3）       | 70 - 44                 | 日立戸塚                     | シャンソン化粧品 | 共同石油         |
| 1982         | 48       | 共同石油（2）           | 61 - 51                 | シャンソン化粧品             | 第一勧業銀行     | ユニチカ         |
| 1983         | 49       | 共同石油（3）           | 57 - 42                 | シャンソン化粧品             | ユニチカ         | 東芝             |
| 1984         | 50       | シャンソン化粧品（1）   | 62 - 45                 | 東芝                         | 共同石油         | 日立戸塚         |
| 1985         | 51       | シャンソン化粧品（2）   | 88 - 47                 | 共同石油                     | 東芝             | 日本体育大学     |
| 1986         | 52       | シャンソン化粧品（3）   | 69 - 48                 | 東芝                         | 日立戸塚         | 共同石油         |
| 1987         | 53       | シャンソン化粧品（4）   | 59 - 41                 | 東芝                         | 共同石油         | 日立戸塚         |
| 1988         | 54       | 共同石油（4）           | 63 - 52                 | 東芝                         | 日本電気         | 日本通運         |
| 年           | 回       | 優勝チーム              | 決勝                    | 準優勝チーム                 | 3位              | 3位              |
| 1989         | 55       | 東芝（1）               | 55 - 54                 | 共同石油                     | シャンソン化粧品 | 日本通運         |
| 1990         | 56       | 共同石油（5）           | 89 - 87                 | シャンソン化粧品             | 日立戸塚         | 三菱電機         |
| 1991         | 57       | シャンソン化粧品（5）   | 68 - 67                 | 共同石油                     | 日立戸塚         | 三菱電機         |
| 1992         | 58       | シャンソン化粧品（6）   | 74 - 67                 | 共同石油                     | 日本航空         | 三洋電機         |
| 1993         | 59       | シャンソン化粧品（7）   | 68 - 54                 | 日鉱共石                     | 三洋電機         | 東芝             |
| 1994         | 60       | シャンソン化粧品（8）   | 70 - 58                 | ジャパンエナジー             | 愛知学泉大学     | 第一勧業銀行     |
| 1995         | 61       | ジャパンエナジー（6）   | 68 - 57                 | シャンソン化粧品             | 第一勧業銀行     | 愛知学泉大学     |
| 1996         | 62       | シャンソン化粧品（9）   | 88 - 78                 | ジャパンエナジー             | 積水化学         | 三菱電機         |
| 1997         | 63       | ジャパンエナジー（7）   | 86 - 69                 | シャンソン化粧品             | デンソー         | 東芝             |
| 1998         | 64       | ジャパンエナジー（8）   | 73 - 72                 | シャンソン化粧品             | 第一勧業銀行     | ユニチカ         |
| 1999         | 65       | ジャパンエナジー（9）   | 75 - 72                 | シャンソン化粧品             | デンソー         | 日本体育大学     |
| 2000         | 66       | シャンソン化粧品（10）  | 74 - 72                 | ジャパンエナジー             | トヨタ自動車     | デンソー         |
| 2001         | 67       | ジャパンエナジー（10）  | 68 - 64                 | シャンソン化粧品             | 三菱電機         | 日本航空         |
| 2002         | 68       | ジャパンエナジー（11）  | 86 - 59                 | シャンソン化粧品             | 日本航空         | デンソー         |
| 2003         | 69       | ジャパンエナジー（12）  | 75 - 54                 | シャンソン化粧品             | 日本航空         | トヨタ自動車     |
| 2004         | 70       | ジャパンエナジー（13）  | 102 - 86                | 富士通                       | シャンソン化粧品 | トヨタ自動車     |
| 2005         | 71       | 日本航空（1）           | 76 - 67                 | シャンソン化粧品             | JOMO             | トヨタ自動車     |
| 2006         | 72       | 富士通（1）             | 51 - 49                 | シャンソン化粧品             | 日本航空         | JOMO             |
| 2007         | 73       | 富士通（2）             | 87 - 79                 | シャンソン化粧品             | JOMO             | トヨタ自動車     |
| 2008         | 74       | 富士通（3）             | 80 - 70                 | JOMO                         | シャンソン化粧品 | トヨタ自動車     |
| 2009         | 75       | JOMO（14）              | 86 - 62                 | 富士通                       | トヨタ自動車     | シャンソン化粧品 |
| 2010         | 76       | JOMO（15）              | 65 - 59                 | トヨタ自動車                 | 富士通           | 日本航空         |
| 2011         | 77       | JX（16）                | 73 - 68                 | 富士通                       | デンソー         | トヨタ自動車     |
| 2012         | 78       | JX（17）                | 78 - 52                 | デンソー                     | シャンソン化粧品 | トヨタ自動車     |
| 2013         | 79       | トヨタ自動車（1）       | 90 - 69                 | JX                           | シャンソン化粧品 | 富士通           |
| 2014         | 80       | JX-ENEOS（18）          | 69 - 61                 | トヨタ自動車                 | 三菱電機         | 富士通           |
| 2015         | 81       | JX-ENEOS（19）          | 66 - 53                 | デンソー                     | 富士通           | トヨタ自動車     |
| 2016         | 82       | JX-ENEOS（20）          | 83 - 44                 | デンソー                     | シャンソン化粧品 | 富士通           |
| 2017         | 83       | JX-ENEOS（21）          | 91 - 67                 | 富士通                       | シャンソン化粧品 | トヨタ自動車     |
| 2018         | 84       | JX-ENEOS（22）          | 84 - 62                 | デンソー                     | トヨタ自動車     | 富士通           |
| 2019         | 85       | JX-ENEOS（23）          | 86 - 65                 | トヨタ自動車                 | 富士通           | デンソー         |
| 2020（1月）  | 86       | JX-ENEOS（24）          | 83 - 53                 | デンソー                     | トヨタ自動車     | 三菱電機         |
| 2020（12月） | 87       | ENEOS（25）             | 87 - 80                 | トヨタ自動車                 | デンソー         | 日立ハイテク     |
| 2021         | 88       | ENEOS（26）             | 86 - 62                 | デンソー                     | トヨタ紡織       | 富士通           |
| 2022         | 89       | ENEOS（27）             | 76 - 66                 | デンソー                     | トヨタ自動車     | 富士通           |
| 2023         | 90       | デンソー（初）          | 89 - 56                 | ENEOS                        | 富士通           | シャンソン化粧品 |
| 2024         | 91       | 富士通（4）             | 65 - 55                 | アイシン                     | デンソー         | トヨタ自動車     |

## 歴代大会ベスト5

### 男子
| 年   | 回  | 受賞者                                | 受賞者                              | 受賞者                             | 受賞者                              | 受賞者                      |
| ---- | --- | ------------------------------------- | ----------------------------------- | ---------------------------------- | ----------------------------------- | --------------------------- |
| 1993 | 68  | 棟方公寿 (日鉱共石)                   | 安達康 (日鉱共石)                   | K・ウォーカー (日鉱共石)           | 佐藤真一 (住友金属)                 | 池内泰明 (住友金属)         |
| 1994 | 69  | 鈴木篤 (いすゞ自動車)                 | R・コフィー (いすゞ自動車)          | 佐古賢一 (いすゞ自動車)            | R・ターナー (三井生命)              | 宮田幸典 (三井生命)         |
| 1995 | 70  | 安田邦春 (松下電器)                   | 長谷川誠 (松下電器)                 | 山崎昭史 (松下電器)                | 赤穂真 (住友金属)                   | 池内泰明 (住友金属)         |
| 1996 | 71  | 高橋マイケル (いすゞ自動車)           | 佐古賢一 (いすゞ自動車)             | D・ビンゲムハイマー (いすゞ自動車) | トム・ホーバス (トヨタ自動車)       | 折茂武彦 (トヨタ自動車)     |
| 1997 | 72  | 天日謙作 (松下電器)                   | 比嘉靖 (松下電器)                   | 山崎昭史 (松下電器)                | ラリー・ルイス (三菱電機)           | 古田悟 (三菱電機)           |
| 1998 | 73  | ルシアス・デービス (いすゞ自動車)     | 佐古賢一 (いすゞ自動車)             | 高橋マイケル (いすゞ自動車)        | H・ライト (ジャパンエナジー)        | 棟方公寿 (ジャパンエナジー) |
| 1999 | 74  | ルシアス・デービス (いすゞ自動車)     | 佐古賢一 (いすゞ自動車)             | B・ヘンドリック (いすゞ自動車)     | 三宅学 (NKK)                        | J・コートニー (NKK)         |
| 2000 | 75  | 北卓也 (東芝)                         | スティーブ・バード (東芝)           | 沖田眞 (三菱電機)                  | 古田悟 (三菱電機)                   | ラリー・ルイス (三菱電機)   |
| 2001 | 76  | 北卓也 (東芝)                         | 佐古賢一 (いすゞ自動車)             | ルシアス・デービス (いすゞ自動車)  | 後藤正規 (アイシン)                 | 折茂武彦 (トヨタ自動車)     |
| 2002 | 77  | エリック・マッカーサー (アイシン)     | トム・クラインシュミット (ボッシュ) | 篠原隆史 (東芝)                    | 後藤正規 (アイシン)                 | 佐久本智 (いすゞ自動車)     |
| 2003 | 78  | エリック・マッカーサー (アイシン)     | 青野文彦 (松下電器)                 | 古田悟 (三菱電機)                  | 後藤正規 (アイシン)                 | 大口真洋 (オーエスジー)     |
| 2004 | 79  | 折茂武彦 (トヨタ自動車)               | 青野文彦 (松下電器)                 | 外山英明 (アイシン)                | 後藤正規 (アイシン)                 | 佐古賢一 (アイシン)         |
| 2005 | 80  | エリック・マッカーサー (アイシン)     | 網野友雄 (トヨタ自動車)             | 古田悟 (三菱電機)                  | 後藤正規 (アイシン)                 | 佐古賢一 (アイシン)         |
| 2006 | 81  | 節政貴弘 (東芝)                       | 折腹祐樹 (東芝)                     | 鵜澤潤 (三菱電機)                  | 山田大治 (トヨタ自動車)             | 佐古賢一 (アイシン)         |
| 2007 | 82  | 桜井良太 (トヨタ自動車)               | 柏木真介 (アイシン)                 | 川村卓也 (オーエスジー)            | 竹内譲次 (東海大) (日立)            | 竹内公輔 (慶大)             |
| 2008 | 83  | チャールズ・オバノン (トヨタ自動車)   | 柏木真介 (アイシン)                 | 桜木ジェイアール (アイシン)        | 竹内譲次 (東海大) (日立)            | 高橋マイケル (トヨタ自動車) |
| 2009 | 84  | 竹内公輔 (アイシン) (トヨタ)          | 柏木真介 (アイシン)                 | 桜木ジェイアール (アイシン)        | 竹内譲次 (東海大) (日立)            | 渡邉拓馬 (トヨタ自動車)     |
| 2010 | 85  | 竹内公輔 (アイシン) (トヨタ)          | 柏木真介 (アイシン)                 | 菅裕一 (日立)                      | 竹内譲次 (東海大) (日立)            | 永山誠 (パナソニック)       |
| 2011 | 86  | 竹内公輔 (アイシン) (トヨタ)          | 桜木ジェイアール (アイシン)         | 木下博之 (パナソニック)            | タイラー・スミス (日立)             | 永山誠 (パナソニック)       |
| 2012 | 87  | 竹内公輔 (アイシン) (トヨタ)          | 桜木ジェイアール (アイシン)         | 柏木真介 (アイシン)                | リッチー・フィリップ (トヨタ自動車) | 伊藤大司 (トヨタ自動車)     |
| 2013 | 88  | ジャミール・ワトキンス (パナソニック) | 桜木ジェイアール (アイシン)         | 柏木真介 (アイシン)                | 金丸晃輔 (パナソニック)             | 木下博之 (パナソニック)     |
| 2014 | 89  | 辻直人 (東芝神奈川)                   | ニック・ファジーカス (東芝神奈川)   | ジェフ・ギブズ (トヨタ東京)        | 岡田優介 (トヨタ東京)               | 川村卓也 (和歌山)           |
| 2015 | 90  | 木下博之 (日立東京)                   | 竹内譲次 (日立東京)                 | 広瀬健太 (日立東京)                | ジョシュ・ハイトベルト (日立東京)   | 竹内公輔 (広島)             |
| 2016 | 91  | 金丸晃輔 (アイシン三河)               | 桜木ジェイアール (アイシン三河)     | 古川孝敏 (リンク栃木)              | ライアン・ロシター (リンク栃木)     | 田中大貴 (トヨタ東京→A東京) |
| 2017 | 92  | 富樫勇樹 (千葉)                       | タイラー・ストーン (千葉)           | 小野龍猛 (千葉)                    | ニック・ファジーカス (川崎)         | 田中大貴 (トヨタ東京→A東京) |
| 2018 | 93  | 西村文男 (千葉)                       | ギャビン・エドワーズ (千葉)         | 小野龍猛 (千葉)                    | ダニエル・オルトン (三河)           | 比江島慎 (三河)             |
| 2019 | 94  | 馬場雄大 (A東京)                      | ギャビン・エドワーズ (千葉)         | 遠藤祐亮 (栃木)                    | ライアン・ロシター (栃木)           | 富樫勇樹 (千葉)             |
| 2020 | 95  | セバスチャン・サイズ (渋谷)           | ベンドラメ礼生 (渋谷)               | ライアン・ケリー (渋谷)            | 辻直人 (川崎)                       | ニック・ファジーカス (川崎) |
| 2021 | 96  | 藤井祐眞 (川崎)                       | パブロ・アギラール (川崎)           | ジョーダン・ヒース (川崎)          | 比江島慎 (宇都宮)                   | ライアン・ロシター (宇都宮) |
| 2022 | 97  | 藤井祐眞 (川崎)                       | ニック・ファジーカス (川崎)         | マット・ジャニング (川崎)          | ジョシュ・ダンカン (千葉)           | 富樫勇樹 (千葉)             |
| 2023 | 98  | 原修太 (千葉)                         | ジョン・ムーニー (千葉)             | 今村佳太 (琉球)                    | 河村勇輝 (横浜)                     | 富樫勇樹 (千葉)             |
| 2024 | 99  | クリストファー・スミス (千葉)         | ジョン・ムーニー (千葉)             | 岸本隆一 (琉球)                    | 比江島慎 (宇都宮)                   | 富樫勇樹 (千葉)             |
| 2025 | 100 | 脇真大 (琉球)                         | ジャック・クーリー (琉球)           | アレックス・カーク (琉球)          | テーブス海 (A東京)                  | 安藤周人 (A東京)            |

### 女子
| 年      | 回 | 受賞者                        | 受賞者                           | 受賞者                                          | 受賞者                        | 受賞者                        |
| ------- | -- | ----------------------------- | -------------------------------- | ----------------------------------------------- | ----------------------------- | ----------------------------- |
| 1993    | 59 | 一乗アキ (シャンソン化粧品)   | T・ジャクソン (シャンソン化粧品) | 村上睦子 (シャンソン化粧品)                     | 萩原美樹子 (日鉱共石)         | C・デービス (日鉱共石)        |
| 1994    | 60 | 柿崎宏江 (シャンソン化粧品)   | 加藤貴子 (シャンソン化粧品)      | 村上睦子 (シャンソン化粧品)                     | 萩原美樹子 (ジャパンエナジー) | 大山 妙子 (ジャパンエナジー)  |
| 1995    | 61 | 一乗アキ (シャンソン化粧品)   | 加藤貴子 (シャンソン化粧品)      | 原田裕花 (ジャパンエナジー)                     | 萩原美樹子 (ジャパンエナジー) | 大山 妙子 (ジャパンエナジー)  |
| 1996    | 62 | 一乗アキ (シャンソン化粧品)   | 加藤貴子 (シャンソン化粧品)      | 山田かがり (シャンソン化粧品)                   | 村上睦子 (シャンソン化粧品)   | 濱口典子 (ジャパンエナジー)   |
| 1997    | 63 | 萩原美樹子 (ジャパンエナジー) | 川﨑真由美 (ジャパンエナジー)    | 永田睦子 (シャンソン化粧品)                     | 村上睦子 (シャンソン化粧品)   | 濱口典子 (ジャパンエナジー)   |
| 1998    | 64 | 萩原美樹子 (ジャパンエナジー) | 大山 妙子 (ジャパンエナジー)     | 加藤貴子 (シャンソン化粧品)                     | 村上睦子 (シャンソン化粧品)   | 濱口典子 (ジャパンエナジー)   |
| 1999    | 65 | 萩原美樹子 (ジャパンエナジー) | 大山 妙子 (ジャパンエナジー)     | 永田睦子 (シャンソン化粧品)                     | 村上睦子 (シャンソン化粧品)   | 濱口典子 (ジャパンエナジー)   |
| 2000    | 66 | 三木聖美 (シャンソン化粧品)   | 大山 妙子 (ジャパンエナジー)     | 永田睦子 (シャンソン化粧品)                     | 加藤貴子 (シャンソン化粧品)   | 濱口典子 (ジャパンエナジー)   |
| 2001    | 67 | 桜庭珠美 (ジャパンエナジー)   | 堀部涼子 (日本航空)              | 永田睦子 (シャンソン化粧品)                     | 古賀京子 (三菱電機)           | 濱口典子 (ジャパンエナジー)   |
| 2002    | 68 | 川上香穂里 (ジャパンエナジー) | 矢代直美 (日本航空)              | 永田睦子 (シャンソン化粧品)                     | 江口真由美 (デンソー)         | 濱口典子 (ジャパンエナジー)   |
| 2003    | 69 | 川畑宏美 (ジャパンエナジー)   | 薮内夏美 (日本航空)              | 永田睦子 (シャンソン化粧品)                     | 矢野優子 (トヨタ自動車)       | 濱口典子 (ジャパンエナジー)   |
| 2004    | 70 | 川畑宏美 (ジャパンエナジー)   | 大山妙子 (ジャパンエナジー)      | 永田睦子 (シャンソン化粧品)                     | 相澤優子 (富士通)             | 濱口典子 (ジャパンエナジー)   |
| 2005    | 71 | 薮内夏美 (日本航空)           | 池田麻美 (トヨタ自動車)          | 永田睦子 (シャンソン化粧品)                     | 大神雄子 (JOMO) (JX)          | 矢代直美 (日本航空)           |
| 2006    | 72 | 三谷藍 (富士通)               | 矢野良子 (富士通)                | 永田睦子 (シャンソン化粧品)                     | 大神雄子 (JOMO) (JX)          | 矢代直美 (日本航空)           |
| 2007    | 73 | 船引まゆみ (富士通)           | 矢野良子 (富士通)                | 永田睦子 (シャンソン化粧品)                     | 大神雄子 (JOMO) (JX)          | 榊原紀子 (トヨタ自動車)       |
| 2008    | 74 | 船引かおり (富士通)           | 矢野良子 (富士通)                | 相澤優子 (シャンソン化粧品)                     | 大神雄子 (JOMO) (JX)          | 榊原紀子 (トヨタ自動車)       |
| 2009    | 75 | 田中利佳 (JOMO)               | 矢野良子 (富士通)                | 三谷藍 (富士通)                                 | 大神雄子 (JOMO) (JX)          | 石川幸子 (シャンソン化粧品)   |
| 2010    | 76 | 吉田亜沙美 (JOMO) (JX)        | 諏訪裕美 (JOMO)                  | 櫻田佳恵 (トヨタ自動車)                         | 大神雄子 (JOMO) (JX)          | 久手堅笑美 (トヨタ自動車)     |
| 2011    | 77 | 吉田亜沙美 (JOMO) (JX)        | 渡嘉敷来夢 (JX) (JX-ENEOS)       | 名木洋子 (富士通)                               | 大神雄子 (JOMO) (JX)          | 篠原恵 (富士通)               |
| 2012    | 78 | 吉田亜沙美 (JOMO) (JX)        | 渡嘉敷来夢 (JX) (JX-ENEOS)       | 髙田真希 (デンソー)                             | 大神雄子 (JOMO) (JX)          | 矢野良子 (トヨタ自動車)       |
| 2013    | 79 | 長岡萌映子 (富士通)           | 渡嘉敷来夢 (JX) (JX-ENEOS)       | 池田麻美 (トヨタ自動車)                         | 川原麻耶 (トヨタ自動車)       | 矢野良子 (トヨタ自動車)       |
| 2014    | 80 | 吉田亜沙美 (JX-ENEOS)         | 渡嘉敷来夢 (JX) (JX-ENEOS)       | 間宮佑圭 (JX-ENEOS)                             | 川原麻耶 (トヨタ自動車)       | 森ムチャ (トヨタ自動車)       |
| 2015    | 81 | 吉田亜沙美 (JX-ENEOS)         | 渡嘉敷来夢 (JX) (JX-ENEOS)       | 髙田真希 (デンソー)                             | 伊集南 (デンソー)             | 長岡萌映子 (富士通)           |
| 2016    | 82 | 吉田亜沙美 (JX-ENEOS)         | 渡嘉敷来夢 (JX) (JX-ENEOS)       | 髙田真希 (デンソー)                             | 間宮佑圭 (JX-ENEOS)           | 岡本彩也花 (JX-ENEOS)         |
| 2017    | 83 | 吉田亜沙美 (JX-ENEOS)         | 渡嘉敷来夢 (JX) (JX-ENEOS)       | 宮澤夕貴 (JX-ENEOS【83回～86回】 ENEOS【87回】) | 長岡萌映子 (富士通)           | 本川紗奈生 (シャンソン化粧品) |
| 2018    | 84 | 大﨑佑圭 (JX-ENEOS)           | 渡嘉敷来夢 (JX) (JX-ENEOS)       | 宮澤夕貴 (JX-ENEOS【83回～86回】 ENEOS【87回】) | 髙田真希 (デンソー)           | 赤穂さくら (デンソー)         |
| 2019    | 85 | 馬瓜エブリン (トヨタ自動車)   | 渡嘉敷来夢 (JX) (JX-ENEOS)       | 宮澤夕貴 (JX-ENEOS【83回～86回】 ENEOS【87回】) | 長岡萌映子 (トヨタ自動車)     | 町田瑠唯 (富士通)             |
| 2020/1  | 86 | 髙田真希 (デンソー)           | 渡嘉敷来夢 (JX) (JX-ENEOS)       | 宮澤夕貴 (JX-ENEOS【83回～86回】 ENEOS【87回】) | 赤穂ひまわり (デンソー)       | 渡邉亜弥 (三菱電機)           |
| 2020/12 | 87 | 宮崎早織 (ENEOS)              | 馬瓜エブリン (トヨタ自動車)      | 宮澤夕貴 (JX-ENEOS【83回～86回】 ENEOS【87回】) | 安間志織 (トヨタ自動車)       | 谷村里佳 (日立ハイテク)       |
| 2021    | 88 | 林咲希 (ENEOS)                | 渡嘉敷来夢 (ENEOS) (アイシン)    | 岡本彩也花 (ENEOS)                              | 髙田真希 (デンソー)           | 赤穂ひまわり (デンソー)       |
| 2022    | 89 | 林咲希 (ENEOS)                | 渡嘉敷来夢 (ENEOS) (アイシン)    | 星杏璃 (ENEOS)                                  | 赤穂さくら (デンソー)         | 赤穂ひまわり (デンソー)       |
| 2023    | 90 | 馬瓜エブリン (デンソー)       | 渡嘉敷来夢 (ENEOS) (アイシン)    | 髙田真希 (デンソー)                             | 木村亜美 (デンソー)           | 赤穂ひまわり (デンソー)       |
| 2024    | 91 | 町田瑠唯 (富士通)             | 渡嘉敷来夢 (ENEOS) (アイシン)    | 内尾聡菜 (富士通)                               | 宮澤夕貴 (富士通)             | 野口さくら (アイシン)         |

## 放送
決勝戦の模様はNHK教育テレビ（Eテレ）で生中継される。2012年からは4日目から準決勝までもNHK BSで生中継、録画放送されている。
かつてはNHK BSハイビジョンで生中継を行い、教育テレビで録画放送していた時期もあった。
準々決勝以降はバスケットLIVEでのネット生中継も実施。

### 男子
- B.LEAGUE
- チャンピオンシップ
- アーリーカップ
- オールスター

### 女子
- WJBL
- オールスター